# Оно (Фукусіма)

37°17′13″ пн. ш. 140°37′35″ сх. д. / 37.28694° пн. ш. 140.62639° сх. д.
О́но (яп. 小野町, おのまち, МФА: [ono mat͡ɕi̥]) — містечко в Японії, в повіті Тамура префектури Фукусіма. Станом на 1 жовтня 2008 площа містечка становила 125,11 км². Станом на 1 січня 2009 населення містечка становило 11 608 осіб.